# 郭羚
郭羚（1989年12月28日—），出生於台灣屏東縣，台灣主持人、歌手、演員。曾拍攝MV及發過2首媽祖歌曲，也拍攝過幾部網劇。

## 經歷
郭羚，本名郭小羚，早期為廣播電台助理主持人，2006年轉戰地方電視台主持人，曾與戲劇天王「林清國」搭檔主持，目前與金鐘影帝「徐亨 (演員)」搭檔主持，並跨越戲劇，拍攝時下流行網劇，2019年參加過超級紅人榜歌唱比賽。

## 作品
- 2018年 歌曲 六甲恆安宮 六甲護軍媽(主唱人)
- 2018年 網劇 活屍入侵都市
- 2019年 歌曲 新加坡龍山岩 主題曲：九皇寶頌(主唱人)
- 2019年 《阮阿母》，收錄於林彙敏之《阮阿母》專輯中，飾演歌手年輕時的媽媽。
- 2019年 網劇 遲到請假篇
- 2019年 網劇 職場性騷擾
- 2019年 網劇 不孝子孫
- 2019年 網劇 詐騙集團
- 2019年 網劇 北漂遊子的心酸
- 2021年 良一專輯 心疼的理由 (MV女主角)
- 2021年 良一專輯 為情痴為愛醉 (MV女主角)
- 2021年10月25日發行 單曲專輯 心情車站
- 2022年 民視新台灣奇案-北瓜宴
- 2022年 民視新台灣奇案-定財金
- 2022年 民視新台灣奇案-上帝與上帝公
- 2022年 民視新台灣奇案-蛇的眼淚
- 2022年 民視新台灣傳奇-菁埔夫人前傳
- 2022年 民視新台灣傳奇-荷花怨
- 2023年 民視新台灣傳奇-女人心菜籽命
- 2023年 民視新台灣傳奇-再見阿溜
- 2023年 民視新台灣傳奇-五塊寮的大嫂
- 2023年 三立八點檔-天道客串
- 2023年 衛視中文台 偶像劇-女兒大人加個賴-客串里長
- 2023年 台視八點檔連續劇-美麗人生-客串院長夫人
- 2023年 年代MUCH台-神蹟廟算 主持人
- 2023年TVBS偶像劇-完全省錢戀愛手冊
- 2023年民視八點檔-市井豪門
- 2024年民視八點檔-愛的榮耀
- 2024年台視八點檔-追分成功
- 2024年三立戲說台灣-金雞公-鳳蓮
- 2024年三立戲說台灣-關聖帝君護龍脈-謝碰粉
- 2025年三立戲說台灣-尊王公助良緣-胡母
- 2025年三立戲說台灣-柴頭尪仔報冤仇-王天嬌
- 2025年三立戲說台灣-饕餮愛食神-劉玉盤

### 主持
- 2018年 鵬思宮媽祖聖誕晚會
- 2018年 金門烈嶼林氏宗親會典禮
- 2018年 桃園武聖殿晚會

### 節目通告
- 2018年 中視冰冰秀
- 2019年 三立超級夜總會
- 2019年 三立超級紅人榜

## 外部連結
- 郭羚Guo lin的facebook粉絲專頁